# Capsulata edenensis
Capsulata edenensis is een lintworm (Platyhelminthes; Cestoda). De worm is tweeslachtig. De soort leeft als parasiet in andere dieren.
Het geslacht Capsulata, waarin de lintworm wordt geplaatst, wordt tot de familie Dilepididae gerekend. De wetenschappelijke naam van de soort werd voor het eerst geldig gepubliceerd in 1959 door Sandeman.